# Kanton Saint-Arnoult-en-Yvelines
Der Kanton Saint-Arnoult-en-Yvelines war seit 1967 bis 2015 ein französischer Wahlkreis im Arrondissement Rambouillet, im Département Yvelines und in der Region Île-de-France; sein Hauptort war Saint-Arnoult-en-Yvelines. Der Kanton hatte im Jahr 1999 20.642 Einwohner.

## Gemeinden
Der Kanton bestand aus 17 Gemeinden:
| Gemeinde                     | Einwohner Jahr | Fläche km² | Bevölkerungsdichte | Code INSEE | Postleitzahl |
| ---------------------------- | -------------- | ---------- | ------------------ | ---------- | ------------ |
| Ablis                        | 3.250 (2013)   | 25,92      | 125 Einw./km²      | 78003      | 78660        |
| Allainville                  | 297 (2013)     | 16,3       | 18 Einw./km²       | 78009      | 78660        |
| Boinville-le-Gaillard        | 613 (2013)     | 12,52      | 49 Einw./km²       | 78071      | 78660        |
| Bonnelles                    | 1.940 (2013)   | 10,84      | 179 Einw./km²      | 78087      | 78830        |
| Bullion                      | 1.942 (2013)   | 20,9       | 93 Einw./km²       | 78120      | 78830        |
| La Celle-les-Bordes          | 860 (2013)     | 22,6       | 38 Einw./km²       | 78125      | 78720        |
| Clairefontaine-en-Yvelines   | 818 (2013)     | 17,22      | 48 Einw./km²       | 78164      | 78120        |
| Othis                        | 6.463 (2013)   | 13,91      | 465 Einw./km²      | 77349      | 78730        |
| Orsonville                   | 338 (2013)     | 9,61       | 35 Einw./km²       | 78472      | 78660        |
| Paray-Douaville              | 251 (2013)     | 10,28      | 24 Einw./km²       | 78478      | 78660        |
| Ponthévrard                  | 614 (2013)     | 2,57       | 239 Einw./km²      | 78499      | 78730        |
| Prunay-en-Yvelines           | 811 (2013)     | 26,95      | 30 Einw./km²       | 78506      | 78660        |
| Rochefort-en-Yvelines        | 890 (2013)     | 12,59      | 71 Einw./km²       | 78522      | 78730        |
| Saint-Arnoult-en-Yvelines    | 6.103 (2013)   | 12,55      | 486 Einw./km²      | 78537      | 78730        |
| Saint-Martin-de-Bréthencourt | 642 (2013)     | 16,67      | 39 Einw./km²       | 78564      | 78660        |
| Sainte-Mesme                 | 911 (2013)     | 8,16       | 112 Einw./km²      | 78569      | 78730        |
| Sonchamp                     | 1.607 (2013)   | 46,49      | 35 Einw./km²       | 78601      | 78120        |